# Parvamussium retiaculum
Parvamussium retiaculum is een tweekleppigensoort uit de familie van de Propeamussiidae. De wetenschappelijke naam van de soort is voor het eerst geldig gepubliceerd in 1995 door Dijkstra.